# FK Obilić
Fudbalski klub Obilić, srbskou cyrilicí: Фудбалски клуб Обилић, je srbský fotbalový klub z bělehradského předměstí Vračar. Založen byl roku 1924. Název odkazuje na legendárního středověkého srbského hrdinu Miloše Obiliće. V letech 1945 až 1952 musel vystupovat jako FK Čuburac, protože původní název připadal úřadům příliš nacionalistický.
V dobách Jugoslávie to klub nedotáhl dál než do třetí nejvyšší soutěže. To se změnilo v roce 1996, kdy se majitelem stal jeden z nejbohatších mužů Srbska Željko Ražnatović zvaný Arkan. V klubu se objevili přední hráči jako Nikola Lazetić, Miroslav Savić nebo Saša Zorić, v roce 1997 Obilić poprvé v historii postoupil do první ligy a hned se stal jejím vítězem (1997–98). Arkan byl obviňován, že využívá svých kontaktů v podsvětí a hráčům soupeře vyhrožuje zbitím nebo únosem, pokud budou stát Obilići v cestě. UEFA nechtěla připustit klub do pohárů, dokud Ražnatović nevyvrátí podezření z válečných zločinů, proto předal vedení své manželce Světlaně Ražnatović zvané Ceca. Obilić zaznamenal unikátní šňůru 47 zápasů bez porážky, byl druhý v ligovém ročníku 1998–99, který nebyl dokončen kvůli válce. Dvakrát se probojoval do finále národního poháru (1994–95, 1997–98).
Po Ražnatovićově zavraždění a pádu Miloševićova režimu nastal úpadek klubu. Ražnatovićová byla obviněna z účasti na atentátu na premiéra Zorana Djindjiće, spolu s ní byl zadržen i další funkcionář klubu Dragiša Binić. Majitelka rozprodala hráče, klub v roce 2006 sestoupil z ligy a nadále funguje jen jako amatérský. V sezóně 2013-14 hraje Druhou bělehradskou ligu, šestou nejvyšší soutěž v zemi.

## Kompletní výsledky v evropských pohárech
| Sezóna  | Soutěž | Kolo  | Soupeř          | Skóre     |
| ------- | ------ | ----- | --------------- | --------- |
| 1995–96 | PVP    | Př.   | Dinamo Batumi   | 0–1, 2–2  |
| 1998–99 | LM     | 1.př. | IBV             | 2–0, 2–1  |
| 1998–99 | LM     | 2.př. | Bayern Mnichov  | 0–4, 1–1  |
| 1998–99 | UEFA   | 1.    | Atlético Madrid | 0–2, 0–1  |
| 2001–02 | UEFA   | Př.   | GÍ Gøta         | 4–0 , 1–1 |
| 2001–02 | UEFA   | 1.    | FC Kodaň        | 0–2, 2–2  |